# ちんさや リターンズ
ちんさや リターンズは、エフエム福岡で土曜深夜 25:00-25:30に放送されていた、ちんさや〜電脳系FMラジオの後継ラジオ番組。Ustream中継による生放送（金曜 21:00をめどに開始）を収録し、30分に再構成して翌週に放送していた。
2012年3月31日にラジオ放送は終了したが、過去放送のバックナンバーがエフエム福岡ポッドキャストで公開されている。

## 出演者
パーソナリティ
- ちん
- 林さやか

## コーナー
適当なテーマが見つかると、比較的安易にコーナー化されることが番組の特徴の一つである。
さめんちゅ（鮫人）ちんさや〜電脳系FMラジオ時代より続く、サメに関する話題のコーナー。
黒司会用語「お焚き上げ」参照。伝説のリスナー「トラウマビーチ」（黒司会）さんが結婚式披露宴で司会をしたカップルは、離婚率80%を誇るというレジェンドに由来。
エア思わぬ勘違いや誤解された体験談を、「エアギター」になぞらえて紹介するコーナー。
ハロースエヒロ当初の番組スポンサーであったテーブルマーク株式会社の末広部長が転職するにあたり、次の仕事を勝手に紹介するコーナー。
むちごろう王国パーソナリティのちんが、リスナーの「むちごろう」さんの投稿メールに対し「たまには周囲に女性がいっぱい登場するような恋愛話が聞きたい」と発言した事に由来する、モテ自慢を紹介するコーナー。
グッデイ替え歌相談室2010年12月より番組スポンサーとなったホームセンター、グッデイ（GooDay）のオリジナルCM案を募集するコーナー。このコーナーより生まれたグッデイのCM「オイルヒーター編」は、第50回福岡広告協会賞のラジオCM部門にて銅賞を受賞した。
ミツクリカキチのハードボイルド人生相談明治時代の動物学者箕作佳吉をモチーフにした番組発キャラ「ミツクリ教授」が人生相談をするコーナー。
がんばりましたね、ちん。何かと落ち込みやすいパーソナリティのちんに励ましのメールを送るコーナー。
DJコービーのこれでいいんでshowいかにもFM番組で流れそうな内容のメールを募集し、FM番組風のスタイリッシュなトークを繰り広げるコーナー。
ちん☆コレリスナーから、ファッションフォトやファッションとは程遠い写真を送ってもらうコーナー。
オズの島日本語に聞こえる外国語や、他地域の人にはわかりにくい方言を募集するコーナー。名前の由来は、投稿メール中の「小豆島」を「おずじま」と読み間違えた事による。
ちんとさやかのキャッチコピーリスナーが投稿したパーソナリティーのキャッチコピーを紹介するコーナー。
その他ペットの国へようこそ、のどに良いもの、ロックハリウッドの夜、アニーとイグナシオ　等のコーナーが存在した。

## ふんふん会
パーソナリティのちんが、リスナーと一緒にラジオ放送分を聴くUstream中継。ちんが配信しない時は、関係者が代理で実施する事もある。番組の行方や苦労話、リスナーからの質問・回答などが主な内容である。名前の由来は用語「ふんふん会」参照。

## フィービー田中
番組と平行して、パーソナリティちんが不定期に配信しているポッドキャスト。リスナー代表ふぃべとのトークや、お便り紹介が主な内容である。

## 用語
ちんさや〜電脳系FMラジオに引き続き、番組では数々の隠語等が生み出された（五十音順）。
あ行
アンドロメダかき揚げ丸亀製麺の野菜かき揚げの事。
エビ☆スガオ「えびす顔」の空耳により誕生した、やせ形でサングラスを掛けたミュージシャンキャラ。
オイスターボーイティム・バートン著「オイスターボーイの憂鬱な死」にインスパイアされた、リアルな牡蠣に生々しい人間の足が生えたキャラ。
お焚き上げ「黒司会」のコーナーで、投稿メールの笑えない悲惨な恋愛話を、護摩法要の様にネタとして成仏させる事。
オズ線方言の境界線。
おぅふ「むちごろう王国」のコーナー発祥。見事な恋愛自慢に対する感嘆の言葉。
か行
かさばらない日々。林さやかがフリーペーパーMOETに掲載した四コマ漫画。
カンポルカンガルーポジションになるの略。男性が女性を後ろから抱きかかえるようにしていちゃついている様子。
ギュナイドゥーントルコ語で「おはようございます」の意味。Ustream放送時に多用されたが、なぜ番組中で発せられたかは謎である。またFM本放送ではすべてカットされた。
ぐぬぬ他人の幸福に対する羨望のあまり、絶句するさまを表す言葉。
さ行
先の尖った靴「私生活が充実している人は、つま先が尖ったファッション性の高い靴を履いている」という話題以降、しばしば言及されるアイテム。
さっくん男性用避妊具を擬人化したキャラ。
サーモン幸子林さやかがラジオ番組に投稿する際に使うラジオネーム。
さんのーがーはい皆でタイミングを合わせるときの掛け声（九州近辺の方言）。「いっせーのーせ」や「いち、にの、さん、はい」と同じ意味。
ししゃも弁当大切な人へ、好物をたくさん贈りたいという気持ちのあまり、ご飯とししゃも１２匹のみで構成された手作り弁当の事。
ジュリア番組内で生まれた、ジュリア・ロバーツ似のお洒落なダチョウキャラ。
ソルボンヌ兄さんパリ第4大学卒を匂わせる、小洒落たフランス人風のキャラ。
た行
抱いてくれおじさんちんが演ずるセクシー男性キャラ。
第二ボタン感「むちごろう王国」のコーナー発祥。中学・高校の卒業時に女子から第二ボタンをねだられ、好意を寄せられていた事が判明したが、それが恋に発展する事も無く思い出となってしまった事を嘆く感覚の意。
ちう接吻の事。
TLTwitterのタイムラインの事。番組用語では無いが頻繁に言及される。
な行
生ビーフ林さやかがラジオ番組に投稿する際に使うラジオネーム。
は行
ハナザワさんサザエさんの登場人物である花沢花子をモチーフにしたキャラ。
ふんふん会パーソナリティと一緒にラジオ放送を聞くUstream中継。パーソナリティのコメンタリー付き。名前の由来は、第3回放送でちんさんが相槌を打つ「ふんふん」がY一郎様（林さやか弟）の「ふんふん」とシンクロして面白かったのが由来。
ポトフ君ちんが演ずる食いしん坊キャラ。
ポンコツリスナーヘヴィリスナーの呼称。番組内では、栄誉ある称号としての意味合いが強くなっている。
ポンポコ処理トーク部分をトランス風BGMに差し替え編集処理されてしまう事。
ま行
まえ／あと地上波放送用のオープニング／エンディングの事。
むち感「むちごろう王国」のコーナーにふさわしい、甘く切ない感覚の意。
むち汁「むちごろう王国」の投稿者からにじみ出る、人となりの事。
もいんもいん北部ドイツ地方および周辺国で使用される挨拶で、「おはよう、こんにちは、こんばんは」などに相当する言葉。
妄想ミラー号想像上のマジックミラー貼りの何か（恐らくは自動車）の事。街中の光景を、まるで映画を見るような感覚で注視する際、それに搭乗している感覚になるとされる。
や行
ユングフラウリヒカイト（ユングフロイリヒカイト）性行為未経験の男性を、謎の生命体として表現したキャラ。
４１２３４１２３嶺鶯の楽曲「ダンス」の歌詞の一部。突如高速フレーズで歌う様子が特徴的。
ら行
らぶなう愛を育む行為の最中（かも知れない）事を表す感嘆の言葉。
リア充実生活が充実している人を指すネットスラング。番組用語では無いが頻繁に言及される。
レジェンド電脳系FMラジオ時代からの常連投稿者の事。

## BGM
jets (Snoop)『spring』『FE』『MDT』『Pati-Pati』『PPP』